# Anja Fröhlich (Schriftstellerin)
Anja Fröhlich (* 10. August 1964 in Geilenkirchen) ist eine deutsche Schriftstellerin, Jugend- und Kinderbuchautorin.

## Leben
Anja Fröhlich wurde 1964 als einziges Kind des Lehrerehepaares Elisabeth und Reinhard Fröhlich geboren. Ihre Kindheit und Jugend verbrachte sie zwischen Rheinland, Rom und dem Sauerland.
Während ihres Studiums der Filmwissenschaft, Kunstgeschichte und Psychologie bestritt sie ihren Lebensunterhalt als Betreuerin einer alternden Schauspielerdiva, als Buchhalterin auf einer Malediveninsel und als Ghostwriterin für Liebesbriefe. Später arbeitete sie als Filmredakteurin bei einem Kölner Stadtmagazin und als Werbetexterin.
1995 wurde ihr Sohn geboren, 2001 erschien ihr erster Roman. Es folgten zahlreiche Kinder- und Jugendbücher, die mehrfach übersetzt und ausgezeichnet wurden.
Anja Fröhlich lebt in Köln.

## Werke
- Halb echt. KiWi Taschenbücher Nr. 644. Köln: Kiepenheuer & Witsch 2001, ISBN 978-3-462-03044-0.
- Herzstolpern. Liebesstress per SMS. Hamburg: Klopp 2005, ISBN 978-3-7817-0602-6.
- Herzstolpern. Nur nicht küssen müssen. Hamburg: Klopp 2005, ISBN 978-3-7817-0603-3.
- Herzstolpern. Noch ein Kuss zum Schluss. Hamburg: Klopp 2006, ISBN 978-3-7817-0604-0.
- Meine rosa Monsterschwester. Hamburg: Oetinger 2007, ISBN  978-3-7891-0633-0.
- Keiner hält wie Florian. Hamburg: Oetinger 2008, ISBN 978-3-7891-0643-9.
- Ein Projekt Namens Daniel. Hamburg: Carlsen 2009, ISBN 978-3-551-35684-0.
- myBerlin. Maya und Louis. Hamburg: Klopp 2009, ISBN 978-3-7817-0605-7.
- myBerlin. Funny und Olivier. Hamburg: Klopp 2009, ISBN 978-3-7817-0607-1.
- Benni, ich und der Fall Tuckermann. Hamburg: Klopp 2010, ISBN 978-3-7817-0611-8.
- Julian geht auf Weltreise. Hamburg: Oetinger 2010, ISBN 978-3-7891-0660-6.
- Müssen wir? Eine kleine Klogeschichte. Hamburg: Oetinger 2010, ISBN 978-3-7891-6519-1.
- Linn und Linus. Eine spannende Nachtwanderung. Hamburg: Oetinger 2011, ISBN 978-3-7891-0726-9.
- Danke, wir kommen schon klar! Hamburg: Klopp 2011, ISBN  978-3-8415-0229-2.
- Kalt erwischt. Ein Wintermärchen. Hamburg: Oetinger 2012, ISBN 978-3-7891-6741-6.
- Miss Krassikowski. Hamburg: PINK / Oetinger Taschenbuch 2012, ISBN 978-3-86430-032-5.
- Miss Krassikowski Vol. 2. Hamburg: PINK / Oetinger Taschenbuch 2012, ISBN 978-3-86430-007-3.
- Rabenschwarz und Rosarot. Hamburg: Oetinger Taschenbuch 2012, ISBN 978-3-8415-0148-6.
- Zitronengelb und Apfelgrün. Hamburg: Oetinger Taschenbuch 2012, ISBN 978-3-8415-0178-3.
- Himmelblau und Himbeerrot. Hamburg: Oetinger Taschenbuch 2013, ISBN 978-3-8415-0216-2.
- Julian fliegt ins Weltall. Hamburg: Oetinger 2013
- Miss Krassikowski Vol. 3. Hamburg: PINK / Oetinger Taschenbuch 2013, ISBN 978-3-86430-015-8.
- Love to go. Hamburg: PINK / Oetinger Taschenbuch 2014, ISBN 978-3-86430-055-4.
- Lou und Rokko und das Katzenchaos. Hamburg: Dressler 2014, ISBN 978-3-7915-2918-9.
- Ganz ehrlich, Filippa! Die Wunschhundwette. Hamburg: Dressler 2015, ISBN 978-3-7915-2920-2.
- Lucky in Love. Hamburg: PINK / Oetinger Taschenbuch 2015, ISBN 978-3-86430-046-2.
- Drunter und drüber und wir mittendrin. Stuttgart: Thienemann 2017, ISBN 978-3-522-18473-1.
- Alles Easy. München: arsEdition 2018, ISBN 978-3-8458-2156-6.
- Glühwürmchen in der Geisterbahn. Ravensburg: Ravensburger Buchverlag 2018, ISBN  978-3-473-36551-7.
- Wir Kinder vom Kornblumenhof. Ein Schwein im Baumhaus. Ravensburg: Ravensburger Buchverlag 2019, ISBN  978-3-473-40315-8.
- Wir Kinder vom Kornblumenhof. Zwei Esel im Schwimmbad. Ravensburg: Ravensburger Buchverlag 2019, ISBN 978-3-473-40316-5.
- Wir Kinder vom Kornblumenhof. Kühe im Galopp. Ravensburg: Ravensburger Buchverlag 2019, ISBN 978-3-473-40317-2.
- Vom Esel und Hörnchen, die das Ende der Welt suchen. Ravensburg: Hummelburg Verlag 2019, ISBN 978-3-7478-0000-3.
- Wir Kinder vom Kornblumenhof. Eine Ziege in der Schule. Ravensburg: Ravensburger Buchverlag 2020, ISBN 978-3-473-40318-9.
- Wir Kinder vom Kornblumenhof. Krawall im Hühnerstall. Ravensburg: Ravensburger Buchverlag 2020, ISBN 978-3-473-40319-6.
- Wir Kinder vom Kornblumenhof. Ein Lama im Glück. Ravensburg: Ravensburger Buchverlag 2021, ISBN 978-3-473-40320-2.
- Das ungeheimste Tagebuch der Welt. Band 1. Ravensburg: Ravensburger Buchverlag 2021, ISBN 978-3-473-40848-1.
- Das ungeheimste Tagebuch der Welt. Band 2. Ravensburg: Ravensburger Buchverlag 2021, ISBN 978-3-473-40852-8.
- Mops und Fidel suchen ihren Papa. Ravensburg: Hummelburg Verlag 2021, ISBN 978-3-7478-0031-7.
- Das ungeheimste Tagebuch der Welt. Band 3. Wie mein nerviger Bruder mit auf meine Klassenfahrt kam... Ravensburg: Ravensburger Buchverlag 2022, ISBN 978-3-473-40879-5.
- Das ungeheimste Tagebuch der Welt. Band 4. Wie mein blöder Bruder die Hauptrolle in meinem Theaterstück spielte, Ravensburger Verlag GmbH 2022, ISBN 978-3-473-40882-5.
- Das ungeheimste Tagebuch der Welt. Band 5. Wie mein durchgeknallter Bruder meine Klassenlehrerin verschwinden ließ, Ravensburger Verlag GmbH 2023, ISBN 978-3-473-40894-8.

## Anthologien
- Kerzenschein und Weihnachtszauber. Mit Texten von Isabel Abedi, Kirsten Boie, Erhard Dietl, Anja Fröhlich, Astrid Lindgren u. a. Hamburg: Ellermann 2004, ISBN 978-3-7707-2462-8.
- Die schönsten Pony-Geschichten zum Vorlesen. Mit Texten von Isabel Abedi, Marliese Arold, Ursel Scheffler, Anja Fröhlich u. a. Hamburg: Ellermann 2005, ISBN 978-3-7707-2463-5.
- Sommer, Liebe, Ferienflirts. Mit Texten von Marliese Arold, Patricia Schröder, Maja von Vogel, Anja Fröhlich u. a. Hamburg: Ellermann 2007, ISBN 978-3-7817-0102-1.
- Die schönsten Geschichten zu Weihnachten. Mit Texten von Isabel Abedi, Marliese Arold, Kirsten Boie, Erhard Dietl, Anja Fröhlich u. a. Hamburg: Ellermann 2007, ISBN 978-3-7707-2469-7.
- Freche Feen, zauberhafte Elfen und mutige Prinzessinnen. Mit Texten von Isabel Abedi, Enid Blyton, Cornelia Funke, Astrid Lindgren, Anja Fröhlich u. a. Hamburg: Ellermann 2008, ISBN 978-3-7707-2473-4.
- Die schönsten Geschichten für die Kleinen. Mit Texten von Isabel Abedi, Kirsten Boie, Cornelia Funke, Astrid Lindgren, Paul Maar, Anja Fröhlich u. a. Hamburg: Ellermann 2008, ISBN 978-3-7707-2474-1.
- Die schönsten Geschichten zum Schulanfang. Mit Texten von Corinna Gieseler, Peter Härtling, Astrid Lindgren, Mirjam Pressler, Anja Fröhlich u. a. Hamburg: Ellermann 2010, ISBN 978-3-7707-2478-9.
- Die schönsten Gutenacht-Geschichten für die Kleinen. Mit Texten von Paul Maar, Ursel Scheffler, Theodor Storm, Anja Fröhlich u. a. Hamburg: Ellermann 2011, ISBN 978-3-7707-2480-2.